# Règle à araser

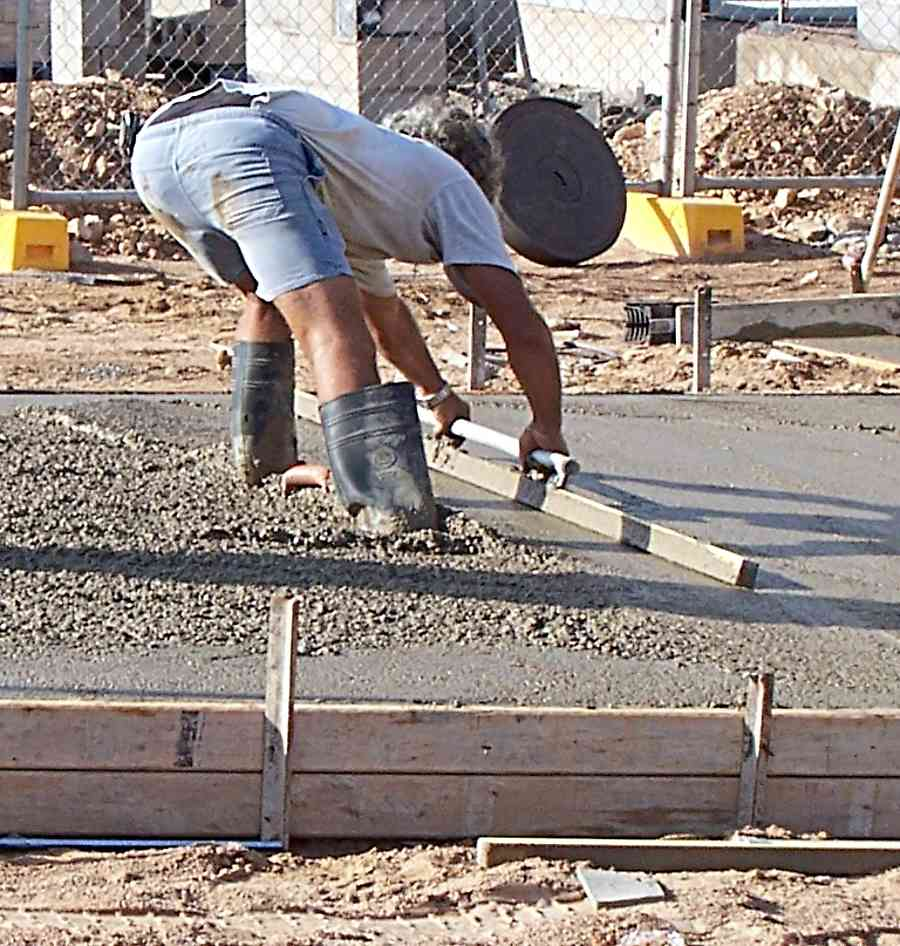
Règle à araser en aluminium utilisée pour finaliser une surface de béton frais.

Une règle à araser est un outil utilisé principalement pour niveler le béton humide étendu sur une surface. Il peut également servir à niveler du plâtre.
Au Royaume-Uni, le terme en anglais (screed) réfère à une mince couche de matériau (généralement un mélange de sable et de béton) placée sur le dessus de structures de béton ou d'isolants et permettant l'application d'autres matériaux de finition.